# Leopoldauer Friedhof

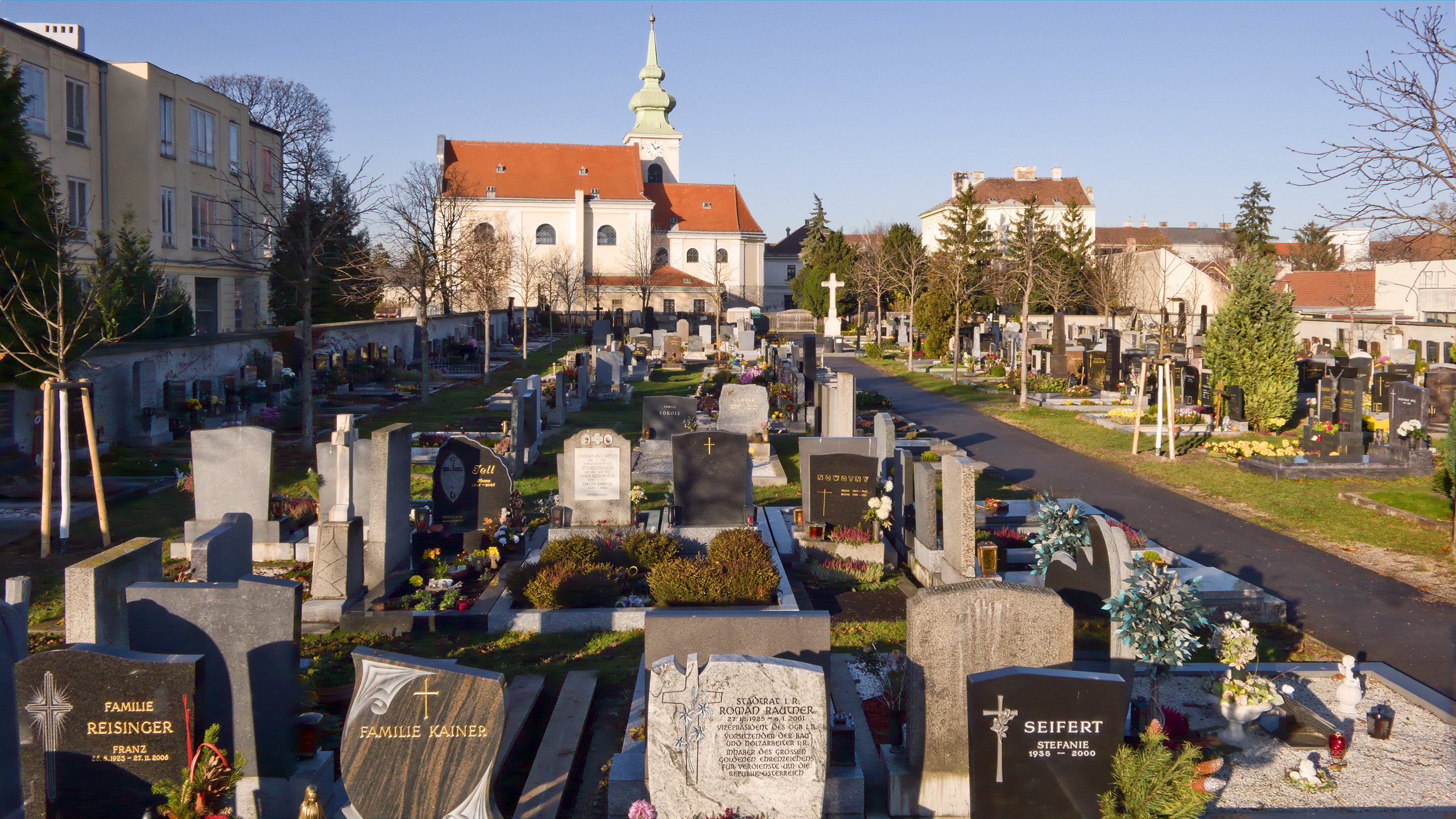
Friedhof Leopoldau

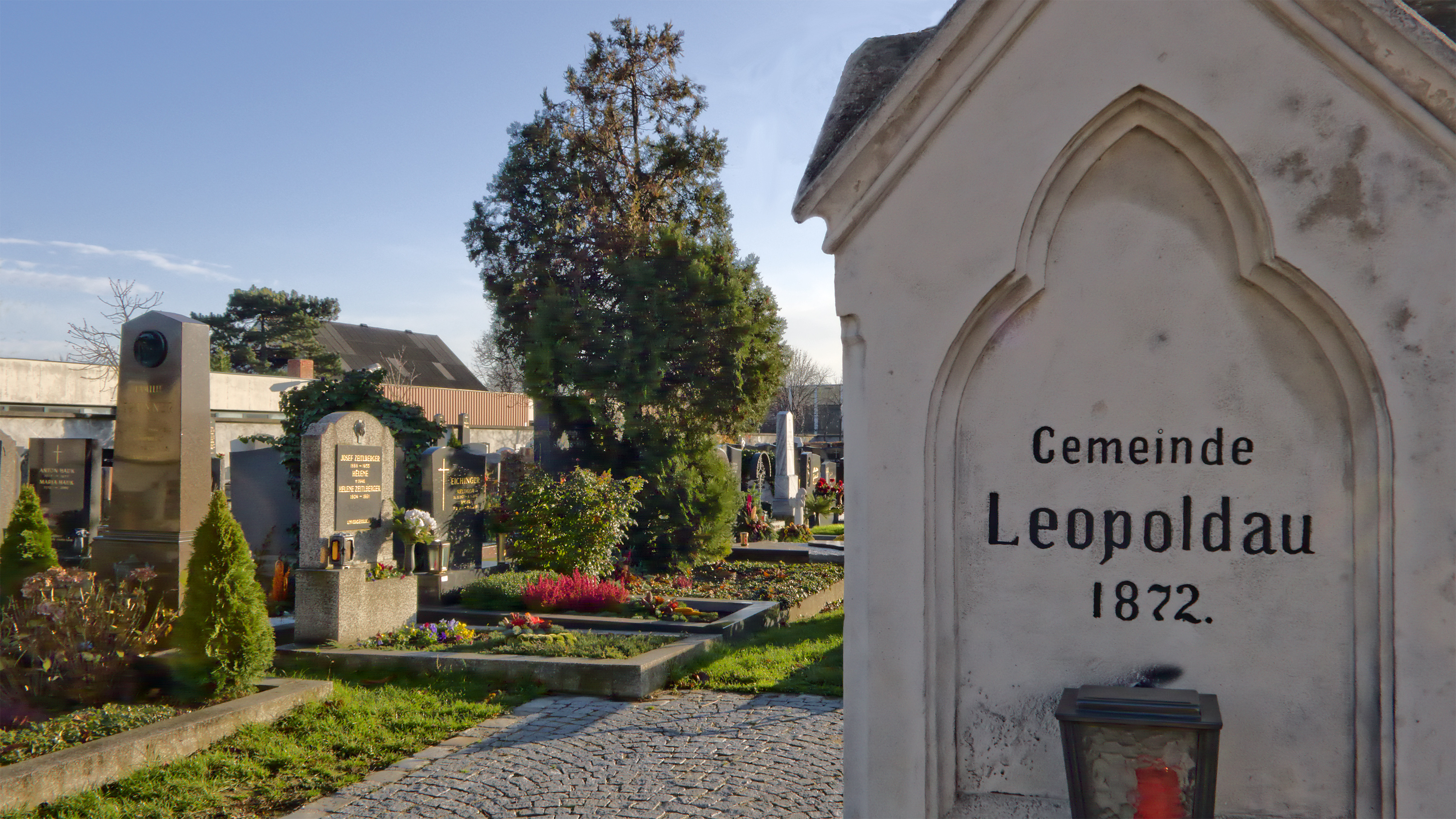
Denkmal am Friedhof

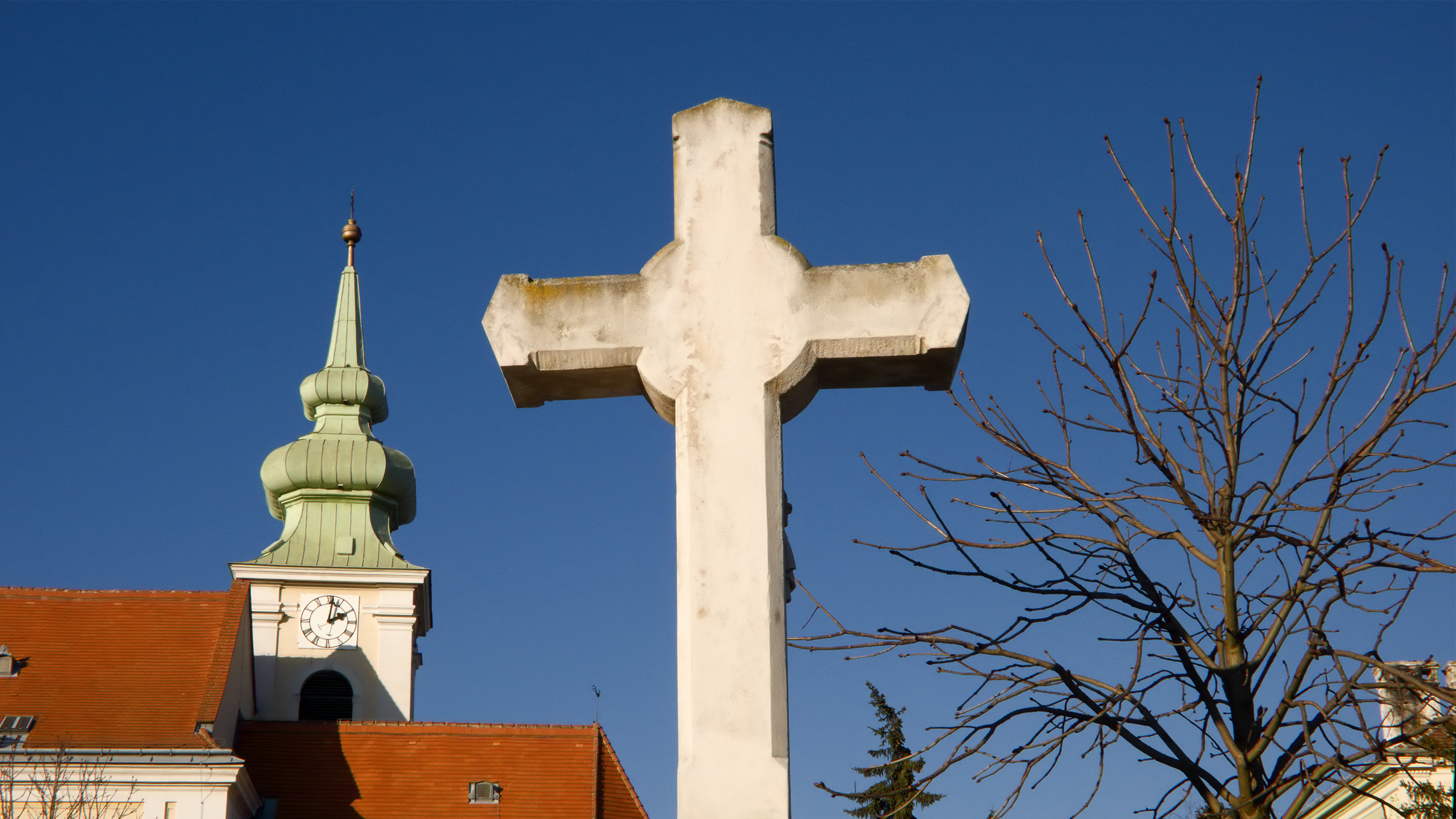
Pfarrkirche Leopoldau

Der Leopoldauer Friedhof ist ein Friedhof im 21. Wiener Gemeindebezirk Floridsdorf.

## Lage
Der Leopoldauer Friedhof liegt im Osten des Bezirks Floridsdorf an der Grenze zur Donaustadt in der Katastralgemeinde Leopoldau, Leopoldauer Platz 77. Er wurde südlich an die Pfarrkirche Leopoldau angrenzend angelegt und wird im Süden von der Oskar-Grissemann-Straße begrenzt. Im Westen und Osten grenzt der  Friedhof direkt an Wohngebiete.  Der Leopoldauer Friedhof umfasst eine Fläche von 4.949 Quadratmeter und beherbergt 964 Grabstellen. Der Leopoldauer Friedhof ist somit der flächenmäßig drittkleinste, städtische  Friedhof Wiens.

## Geschichte
Der Friedhof von Leopoldau wurde in etwa zu jenem Zeitpunkt errichtet, als das Gebiet 1489 zur Pfarre erhoben wurde. Der Friedhof war um die Pfarrkirche angelegt worden. 1806 brach man die an der Gassenseite längs der Kirche errichtete Friedhofsmauer ab und ließ Teile des Friedhofes auf. 1872 überließ das Stift Klosterneuburg der Gemeinde Leopoldau ein Feld, das direkt an den Friedhof grenzte, zur Erweiterung des Friedhofes. Die Gemeinde bezahlte zwei Gulden pro Quadratklafter für das 1.340 Quadratklafter große Grundstück. 1872 wurde die Erweiterungsfläche geweiht. Das 1881 abgetrennte Donaufeld erhielt 1881 einen eigenen Friedhof, der jedoch 1922 in eine Gartenanlage umgewandelt wurde.
1905 umfasste der Leopoldauer Friedhof eine Fläche von 5.186 Quadratmetern und über Erweiterungsreserven im Ausmaß von 1.970 Quadratmetern. Er diente zu dieser Zeit zur Bestattung der Verstorbenen des ehemaligen Vorortes Leopoldau und war nur für katholische Verstorbene bestimmt. Nach der Eingemeindung von Leopoldau in die Stadt Wien 1904 genehmigte der Stadtrat 1906 und 1910 die Erweiterung des Friedhofes und 1910 die Errichtung einer Einfriedungsmauer. Die Neubelegung von verfallenen Gräbern ermöglichte 1915 zusätzliche Belegung des Friedhofes. Die Neubelegung wurde jedoch bereits 1923 wieder eingestellt. 1925 wurde der Friedhof für Beerdigungen jeder Art gesperrt. Die Beilegung in bereits erworbene Gräber war 1931 nur noch bis 1933 gestattet worden. Der Pfarrer der Leopoldau erreichte jedoch 1934 die Wiedereröffnung des Leopoldauer Friedhofes.
Während eines Luftangriffs am 12. März 1945 wurde der Friedhof durch acht Bombentreffer schwer beschädigt und zahlreiche Grabstätten zerstört. Eine provisorische Leichenkammer wurde nach dem Luftangriff am Dachboden des Pfarrhofes eingerichtet. Nachdem der Leopoldauer Friedhof bereits in der Zwischenkriegszeit zeitweise für Bestattungen gesperrt gewesen war, verbot 1952 ein Beschluss die Vergabe neuer und heimgefallener Gräber und erlaubte nur noch die Beilegung in bestehenden Gräbern. 1953 legte ein weiterer Beschluss die Sperre des Friedhofes mit neun weiteren Wiener Friedhöfen für das Jahr 1975 fest. Dennoch wurde 1957 die Vergabe heimgefallener Gräber mit der Einschränkung genehmigt, dass das Benützungsrecht für die Gräber mit Ende 1975 erlöschen würde.
1965 erhöhte der Wiener Gemeinderat die Anzahl der Friedhöfe, die gesperrt werden sollten, von 9 auf 16 Stück an, jedoch verlängerte der Gemeinderat die Sperrung der Friedhöfe 1975 um zehn Jahre. Nachdem sich die Wiener Bevölkerung bei einer Volksbefragung 1980 gegen die Schließung der Friedhöfe ausgesprochen hatte, hob der Gemeinderat den Beschluss im September 1980 auf.
Da auf dem Friedhof keine Aufbahrungshalle existiert, wurden die Verstorbenen bis 1945 in den Wohnhäusern aufgebahrt. Nachdem dies 1945 verboten wurde, bahrte man die Verstorbenen römisch-katholischen Glaubens in der Kirche auf. Andere Personen wurden vor dem Friedhofskreuz aufgebahrt. Seit 1982 werden auch Angehöriger anderer christlicher Religionen in der Kirche aufgebahrt.

## Grabstätten bedeutender Persönlichkeiten

### Ehrenhalber gewidmete Gräber
Der Leopoldauer Friedhof weist ein ehrenhalber gewidmetes Grab auf.
| Name          | Lebensdaten | Tätigkeit       |
| ------------- | ----------- | --------------- |
| Roman Rautner | 1925–2001   | Wiener Stadtrat |